# 斯皮尔韦机场
斯皮尔韦机场，又称“里加中央机场”，是一座位于拉脱维亚首都里加以北5千米的机场，现已停用。在里加国际机场启用之前，斯皮尔韦机场一直作为里加的军用和民用机场。
斯皮尔韦机场在第一次世界大战期间就已通航。到1930年代，斯皮尔韦机场成为里加首个国际机场，与多个邻近国家的首都之间实现通航。1950年代，该机场经改造后成为俄罗斯航空的一个枢纽机场。该机场于1980年代末停止使用，但其航站楼仍保留作为斯大林式建筑风格的典型代表。